# Lew Alburt
Lew Alburt, ros. Лев Альбурт (ur. 21 sierpnia 1945 w Orenburgu) – amerykański szachista i trener (FIDE Senior Trainer od 2004) pochodzenia ukraińskiego, autor książek o tematyce szachowej, arcymistrz od 1977 roku.

## Kariera szachowa
W latach 1972–1974 trzykrotnie zwyciężył w mistrzostwach Ukrainy. Był również czterokrotnym finalistą mistrzostw Związku Radzieckiego (w latach 1972–1977). W 1978 zwyciężył (przed Victorem Ciocalteą i Wolfgangiem Uhlmannem) w Bukareszcie. W 1979 wyemigrował do Stanów Zjednoczonych i przyjął obywatelstwo tego kraju. W następnym roku zajął I miejsce (przed Jonem Arnasonem) na turnieju w Nowym Jorku. W 1982 zwyciężył w otwartym turnieju Reykjavík Open w Reykjaviku. W kolejnych latach trzykrotnie (1984, 1985 i 1990) zdobył tytuł mistrza Stanów Zjednoczonych. W 1985 wystąpił w Taxco de Alarcón na turnieju turnieju międzystrefowym (eliminacji mistrzostw świata), zajmując VIII miejsce. W 1986 w Londynie rozegrał mecz z Jonathanem Speelmanem, remisując 4 – 4. W 1987 po raz drugi wystąpił na turnieju międzystrefowym, zajmując w Suboticy XIII miejsce.
Reprezentował Stany Zjednoczone w turniejach drużynowych, m.in.: trzykrotnie na olimpiadach szachowych (w latach 1980, 1982, 1984), zdobywając wspólnie z drużyną dwa brązowe medale (1982, 1984).
Najwyższy ranking w karierze osiągnął 1 lipca 1981, z wynikiem 2580 punktów dzielił wówczas 22. miejsce na światowej liście FIDE. Od 1997 nie występuje w turniejach klasyfikowanych przez Międzynarodową Federację Szachową.

## Publikacje
- Secrets of the Russian Chess Masters: Fundamentals of the Game, Volume 1
- Secrets of the Russian Chess Masters: Beyond the Basics, Volume 2
- Pirc Alert!: A Complete Defense Against 1. e4
- Chess Rules of Thumb
- King in Jeopardy: The Best Techniques for Attack and Defense
- Just the Facts!: A Chess Information & Research Center Book
- Chess Training Pocket Book: 300 Most Important Positions and Ideas
- Chess Strategy for the Tournament Player
- Chess Tactics for the Tournament Player
- Comprehensive Chess Course: Learn Chess in 12 Lessons
- Comprehensive Chess Course: From Beginner to Tournament Player in 12 Lessons
- Building Up Your Chess: The Art of Accurate Evaluation and Other Winning Techniques
- Playing Computer Chess: Getting the Most Out of Your Game